# Envenenamento da família dos Anjos
O envenenamento da família dos Anjos (também caso Zeli Teresinha da Silva dos Anjos, caso do envenenamento em Torres ou caso do bolo envenenado) foi o envenenamento de membros da família de Zeli Teresinha da Silva dos Anjos no Rio Grande do Sul em 2024 pela nora de Zeli, Deise de Moura dos Anjos, que morreu numa prisão da cidade de Guaíba no dia 13 de fevereiro de 2025 por suicídio.  O caso ganhou repercussão nacional.
Quatro pessoas morreram por envenenamento com arsênio, três delas em 23 de dezembro de 2024 na praia de Torres, no Rio Grande do Sul, no incidente que ficou conhecido como o caso do bolo envenenado, e uma, o sogro, meses antes.  Deise foi considerada uma assassina em série pela polícia.
Em 21 de fevereiro de 2025, a Polícia Civil do Rio Grande do Sul concluiu que Deise envenenou e matou quatro pessoas em Torres, em 2024.

## Contexto
Zeli era casada com Paulo Luiz e o casal morava em Canoas, próximo a Porto Alegre, mas após as grandes enchentes que atingiram a região em maio de 2024 eles haviam se mudado para Arroio do Sal, uma praia próxima a Torres. Em 3 de setembro de 2024, Paulo morreu aparentemente por intoxicação alimentar. Zeli também chegou a passar mal e ficar internada, mas foi liberada dias depois. Eles haviam consumido bananas e leite em pó em 2 de setembro, produtos levados por Deise até a casa do casal.
Todos os anos, antes do Natal, Zeli preparava um bolo natalino que compartilhava com amigos e a família e foi isso que ela fez no dia 23 em sua casa em Arroio do Sal. À tarde ela se dirigiu até Torres, onde a família preparou um café e consumiu o doce após um grupo de amigas desistir do encontro. Estavam presentes no café da tarde, além de Zeli, outras seis pessoas. Um dos cunhados de Zeli, marido de Neuza, foi a única pessoa a não comer o bolo. 
Ao ingerirem os primeiros pedaços do bolo, quem o comeu sentiu um "gosto estranho" e Zeli chegou a dizer "agora ninguém mais come". As pessoas que haviam comido o bolo começaram a passar mal em seguida e foram levadas até o hospital, tendo em princípio se suspeitado de intoxicação alimentar. No entanto, a morte de duas das vítimas no mesmo dia e uma das vítimas no dia seguinte, fez com que a equipe de saúde desconfiasse e o posterior resultado das amostras de sangue e urina, no dia 27, deu resultado positivo para a presença de arsênio.

## Vítimas
- Fatais: Maida Berenice Flores da Silva (58 anos; irmã de Zeli), Neuza Denize Silva dos Anjos (65 anos; irmã de Zeli), Tatiana Denize Silva dos Anjos (43 anos; filha de Neuza e sobrinha de Zeli) e Paulo dos Anjos (morto meses antes).[1][5]

- Liberadas: Zeli (liberada em 10/01/25); menino de 10 anos (filho de Tatiana, liberado em 03/01/25), Jefferson (marido de Maida e cunhado de Zeli, liberado em 24/12/24)[1][5][10]

Deise chegou a visitar a sogra no hosptial em 26 de dezembro e levou água, suco e chocolate. A acompanhante de Zeli disse que os lacres das bebidas estavam rompidos e que por isto as descartou e depois levou à delegacia para serem analisadas. Posteriormente o resultado foi negativo para veneno.   O marido de Neuza, chamado João, não comeu o bolo.

### Morte de Paulo Luiz
A exumação de Paulo comprovou que ele havia morrido envenenado por arsênio e segundo a diretora-geral do Instituto-Geral de Perícias do Rio Grande do Sul, Marguet Mittmann, ele tinha a segunda maior taxa do veneno no corpo entre os quatro mortos. Segundo a delegada regional do Litoral Norte do RS, Sabrina Deffente, Deise foi tão dissimulada que dias antes do crime falou para a sogra que estava com saudades para achar um pretexto de levar produtos envenenados para ela. A autoridade disse também que ela colocou o veneno no leite em pó e que levou as bananas apenas para ter a desculpa de que a intoxicação havia sido causada pelas frutas que teriam sido inundadas pelas enchentes. 
"Ela tenta, de todas as formas, realizar a cremação do corpo do sogro, não conseguindo isso, ela constrói outros relatos para tentar encobrir a morte dele. Toda a investigação, para nós, foi uma surpresa”, acrescentou a delegada.  O delegado disse que uma das compras de arsênio foi feita dias antes da morte de Paulo. 

## Perfil de Deise
Deise era contadora e parecia ter uma vida normal, mas durante as investigações foi descoberto que ela tinha uma relação conturbada com o marido e a família dos Anjos. 
Ela foi descrita, psicologicamente, pelas autoridades como "extremamente manipuladora", "fria" e "dissimulada".
No dia 10 de janeiro, na coletiva de imprensa sobre o resultado da exumação de Paulo, a delegada regional do Litoral Norte do RS, Sabrina Deffente, disse que Deise era uma assassina em série. "A gente não tem dúvida de que se trata de uma pessoa que praticava homicídios e tentativas de homicídios em série, e que durante muito tempo não foi descoberta, e durante muito tempo tentou apagar provas que pudessem levar a atribuição de culpa a ela", disse Defentte, acrescentando que a polícia investigaria outras mortes recentes de familiares. "São pessoas do círculo familiar. A gente tá apurando essas questões aí, mas tem uma suspeita sobre um falecido já. A gente vai aprofundar um pouco mais as investigações".   

## Investigações
As investigações - que ganharam o nome de operação Água Tofana - foram conduzidas pelo delegado Marcos Vinícius Veloso, que pediu a exumação dos corpos das três vítimas fatais, quando a presença de arsênio foi novamente comprovada. Enquanto isto, começaram a surgir dúvidas sobre a verdadeira causa da morte do marido de Zeli em setembro de 2024.
Inicialmente havia suspeitas de que Zeli pudesse ter envenenado os familiares com o bolo, mas no dia 5 de janeiro, um domingo, Deise Moura dos Anjos, nora de Zeli, foi presa temporariamente na praia de Torres. Deise era casada com um filho de Zeli, Diego dos Anjos, e o casal morava em Nova Santa Rita, perto de Canoas e Porto Alegre.
No dia 06, tanto o delegado quanto a diretora-geral do Instituto-Geral de Perícias do Rio Grande do Sul, Marguet Mittmann, falaram sobre o caso, apontando "provas robustas" de que se tratava de envenenamento proposital e que Deise estava envolvida no crime, pois ela havia feito buscas na internet, através de seu celular, sobre formas de matar pessoas com veneno, incluindo os termos "arsênio, "veneno para humanos" e "veneno para o coração".
Além disto, a polícia também revelou que havia testado 89 possíveis fontes do veneno coletados na casa de Zeli e que num pacote de farinha de trigo, que teria sido usada para fazer o bolo, havia 2.700 vezes mais arsênio que seria o normal através do ambiente [um pouco de arsênio pode estar naturalmente no ambiente]. Tatiana, uma das vítimas mortas, tinha 11 mil vezes a quantidade em seu organismo do que seria a normal em caso de contaminação acidental.
As investigações também apontaram que Deise havia levado alimentos, inclusive a farinha envenenada, até a casa de Zeli. Ou seja, Deise envenenou com arsênio a farinha que Zeli usou para fazer o bolo. Dias depois, a polícia também revelou que Deise havia levado bananas e leite em pó até a casa de Zeli quando Paulo Luiz faleceu.
O corpo de Paulo foi exumado em 8 de janeiro e no dia 10 a polícia revelou que a exumação apontou a presença de arsênio em seus restos mortais  e que Deise teria comprado arsênio quatro vezes, sempre antes das mortes. "Posso dizer com certeza: ela pesquisou, comprou, recebeu e usou veneno para matar as vítimas", afirmou o delegado Cléber dos Santos Lima, chefe do Departamento de Polícia do Interior (DPI) da Polícia Civil em 10 de janeiro durante uma coletiva de imprensa. Testemunhas também relataram que Deise teria dito que um dia ainda queria "ver toda família num caixão".

### Motivação
Deise e Zeli teriam uma antiga desavença, de mais de 20 anos, que teria iniciado na época do namoro de Deise com o filho de Zeli, Diego dos Anjos, e envolveria uma questão financeira, especificamente um saque sem autorização feito por Zeli da conta da nora de R$ 600,00 à época. Deise teria feito um boletim de ocorrência e o dinheiro teria sido devolvido poucos dias depois. A polícia, no entanto, considerou o motivo "banal". Deise também tinha raiva de Tatiana, prima de Diego que morreu envenenada, por esta ter se casado antes na mesma igreja escolhida pela criminosa.

## Prisão, julgamento e pena
O juiz de plantão de Torres em 5 de janeiro, Jefferson Torelly Riegel, decretou a prisão temporária de Deise, que ficou reclusa no Presídio Estadual Feminino de Torres. "A decisão do magistrado, que determina a segregação da suspeita por 30 dias, levou em conta depoimentos de familiares, relatório preliminar de dados extraídos do telefone da mulher e análises toxicológicas dando conta de que as vítimas foram contaminadas com arsênio", diz o texto divulgado no portal do TJ - RS. No dia 6 de fevereiro, ela havia sido transferida para a Penitenciária Estadual Feminina de Guaíba, onde foi encontrada morta por "asfixia mecânica autoinfligida" (suicídio por enforcamento) na manhã de 13 de fevereiro.  
Antes de morrer, Deise deixou alguns textos escritos na cela. Nos textos, ela disse que estava sofrendo depressão e por isso fez "coisas impensadas". Disse também "pagar pelo erro dos outros". Um dia antes de Deise cometer suicídio, o marido dela havia pedido o divórcio.